# Michael Brown (fotbollsspelare)
Michael Robert Brown, född 25 januari 1977 i Hartlepool, är en engelsk professionell fotbollsspelare (mittfältare) och fotbollstränare. Han har spelat för ett flertal klubbar i England innan han som free agent skrev på för Leeds United 2011. Han har representerat England på ungdomsnivå.